# كريس ستانلي
كريس ستانلي هو لاعب هوكي الجليد كندي، ولد في 18 يونيو 1979 في باري ساوند ‏ في كندا.

## وصلات خارجية
- كريس ستانلي على موقع دوري الهوكي الوطني (الإنجليزية)
- كريس ستانلي على موقع EliteProspects.com (الإنجليزية)
- كريس ستانلي على موقع Eurohockey.com (الإنجليزية)
- كريس ستانلي على موقع HockeyDB.com (الإنجليزية)